# Grand Théâtre (Tours)

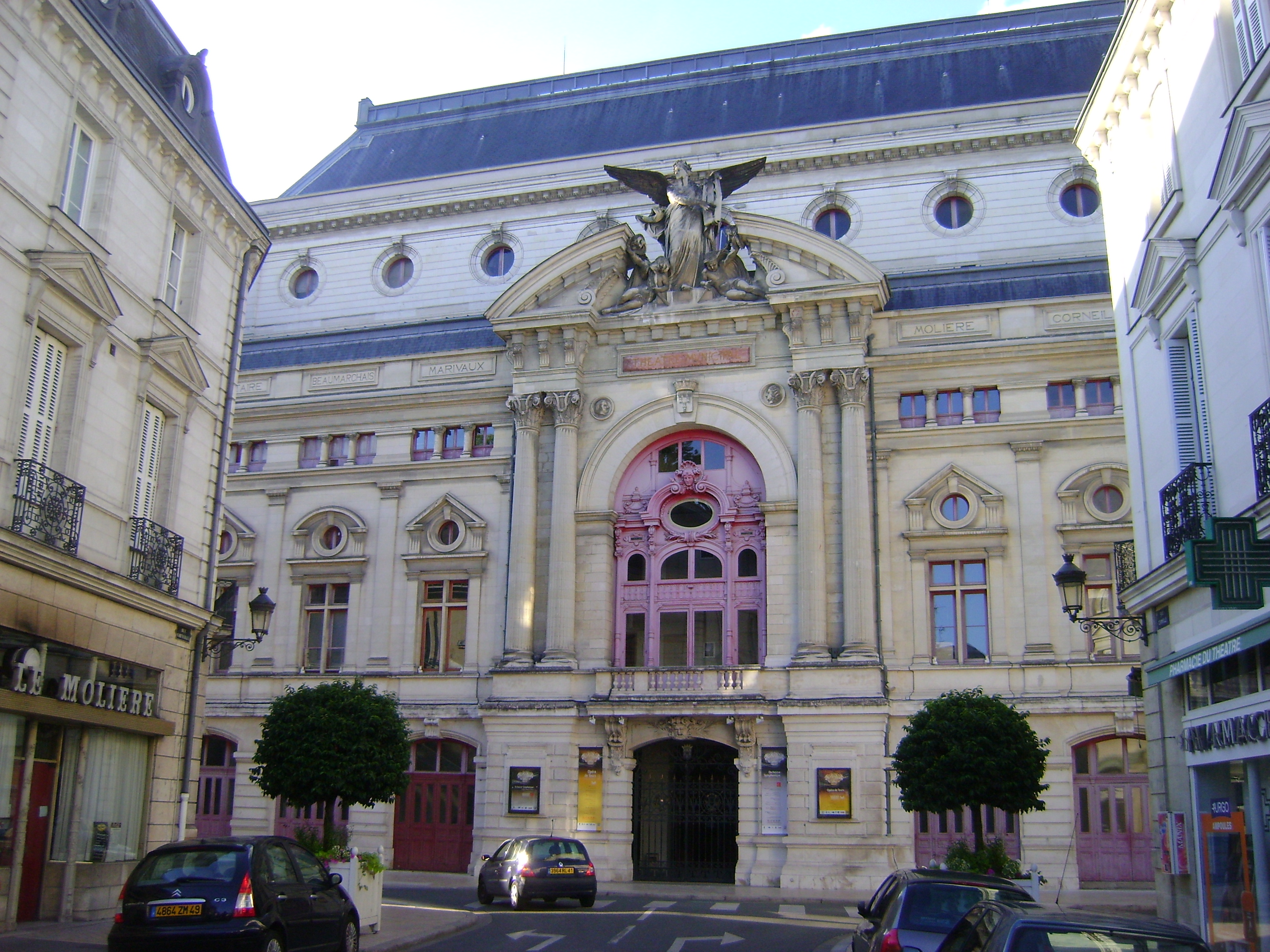
Voorgevel

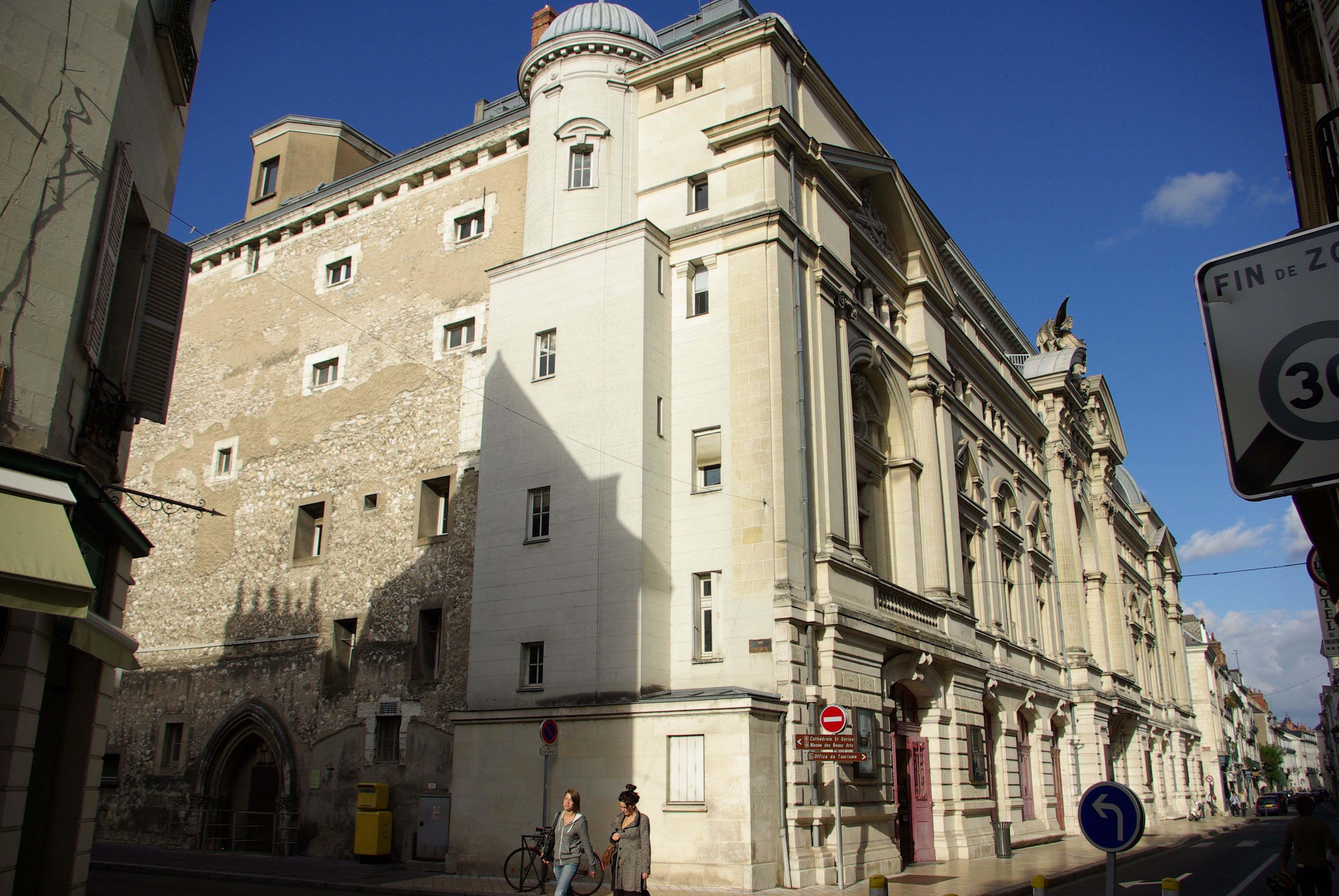
De rue de la Scellerie

Het Grand Théâtre, ook Théâtre municipal is een 19e-eeuws theatergebouw in het centrum van de Franse stad Tours aan de rue de la Scellerie. De rijk versierde zaal biedt plaats aan meer dan 900 toeschouwers.

## Geschiedenis

### Theater van Bucheron
Na de Franse Revolutie, in 1794, kocht Bucheron de kerk van de Cordeliers in Tours, die was in beslag genomen als 'nationaal goed'. Hij vormde de kerkruimte om tot een theater dat de deuren opende op 30 december 1796. In de zaal die plaats bood aan 800 tot 1000 toeschouwers werd toneel en muziek gespeeld. In 1837 was duidelijk dat de zaal niet meer voldeed: de toeschouwers zaten op banken zonder rugleuning en in de zaal was geen gasverlichting. Bucheron sloot de zaal maar slaagde er niet in subsidies los te krijgen van de gemeente voor renovatiewerken. Na onderhandelingen die jaren aansleepten, verkocht Bucheron in 1867 het theater aan de gemeente.

### Eerste Théâtre municipal
De gemeente liet het theater in de voormalige kerk afbreken en liet een nieuw theater bouwen naar de plannen van architect Léon Rohard. Het theater kreeg een monumentale gevel aan de rue de la Scellerie, bekroond met een beeldhouwwerk van Frédéric Cambarieu. De werken werden onderbroken door de Frans-Pruisische Oorlog maar op 8 augustus 1872 werd het theater plechtig ingehuldigd.
In 1876 kreeg het theater een tweede ingang aan de rue Corneille. Maar op 15 augustus 1883 werd het gebouw verwoest door een brand die enkel de buitenmuren overeind liet.

### Grand Théâtre
In 1884 schreef het stadsbestuur een wedstrijd uit voor het ontwerp van een nieuw theater. De architect Jean-Marie Hardion werd de winnaar. Hij bouwde verder op de nog bestaande structuren die hij verhoogde met een verdieping en hij tekende een rijk versierde zaal, geïnspireerd op het ontwerp van Charles Garnier voor de Opéra Garnier in Parijs.
De werken begonnen in februari 1885 maar werden na een jaar stilgelegd door de gemeente omdat het budget werd overschreden. Hardion werd vervangen door Stanislas Loison. Het nieuwe theater werd ingehuldigd op 23 november 1889.
In het theater zijn in de loop der tijden aanpassingen en verbouwingen gebeurd, maar het gebouw heeft zijn oorspronkelijke karakter grotendeels behouden. Het gebouw is beschermd als historisch monument in 2000.

## Afbeeldingen

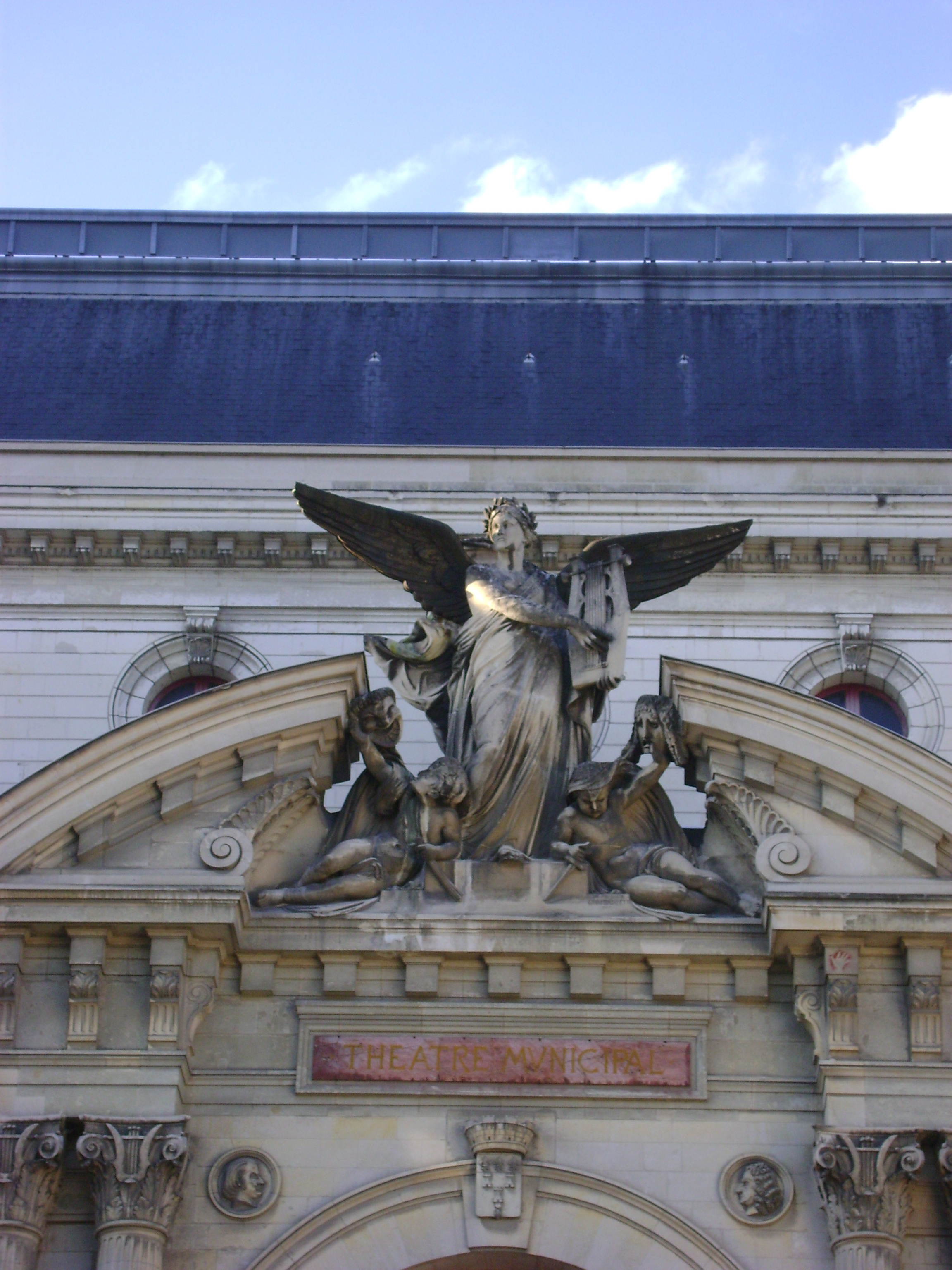
Beeld van Frédéric Cambarieu
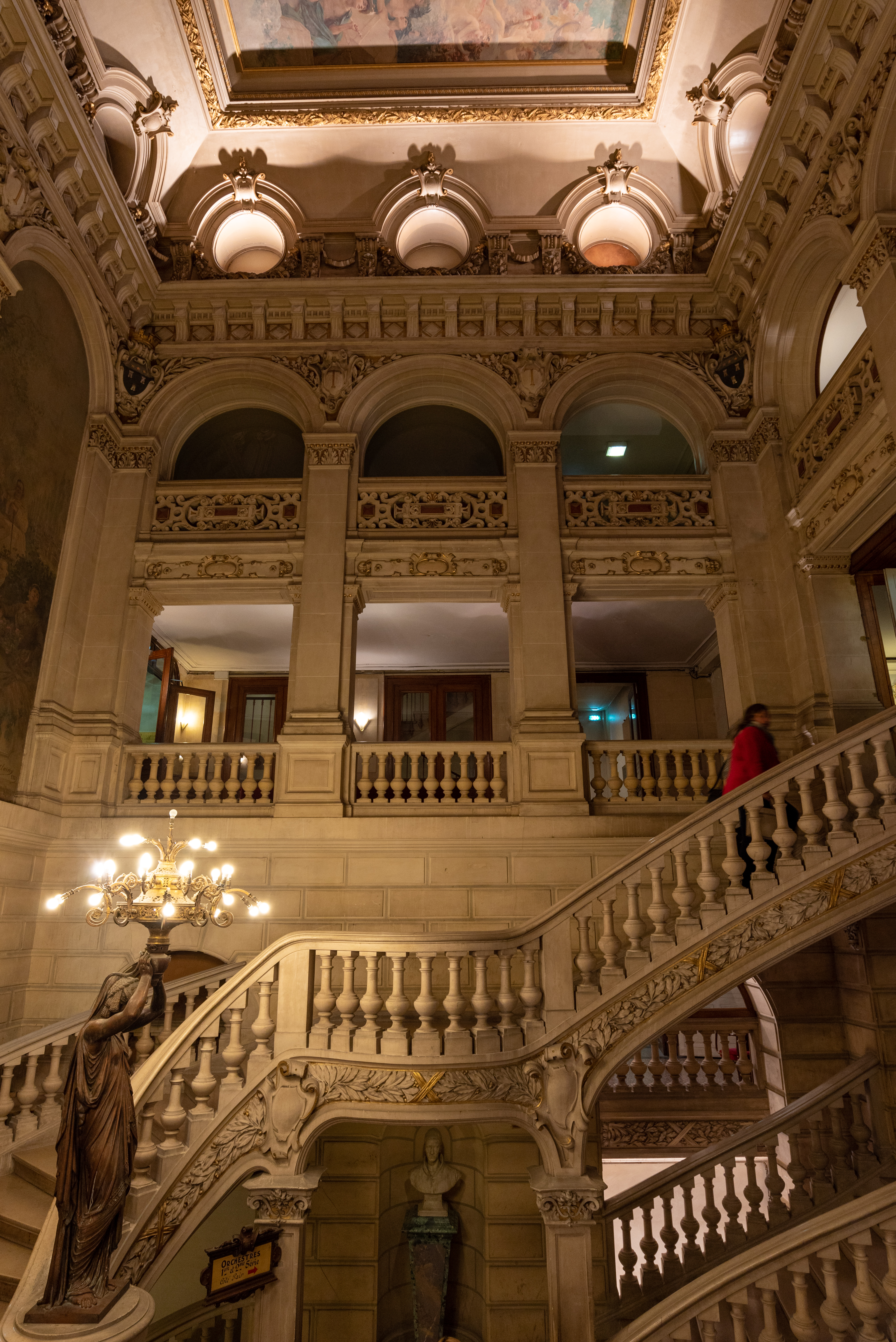
Traphal
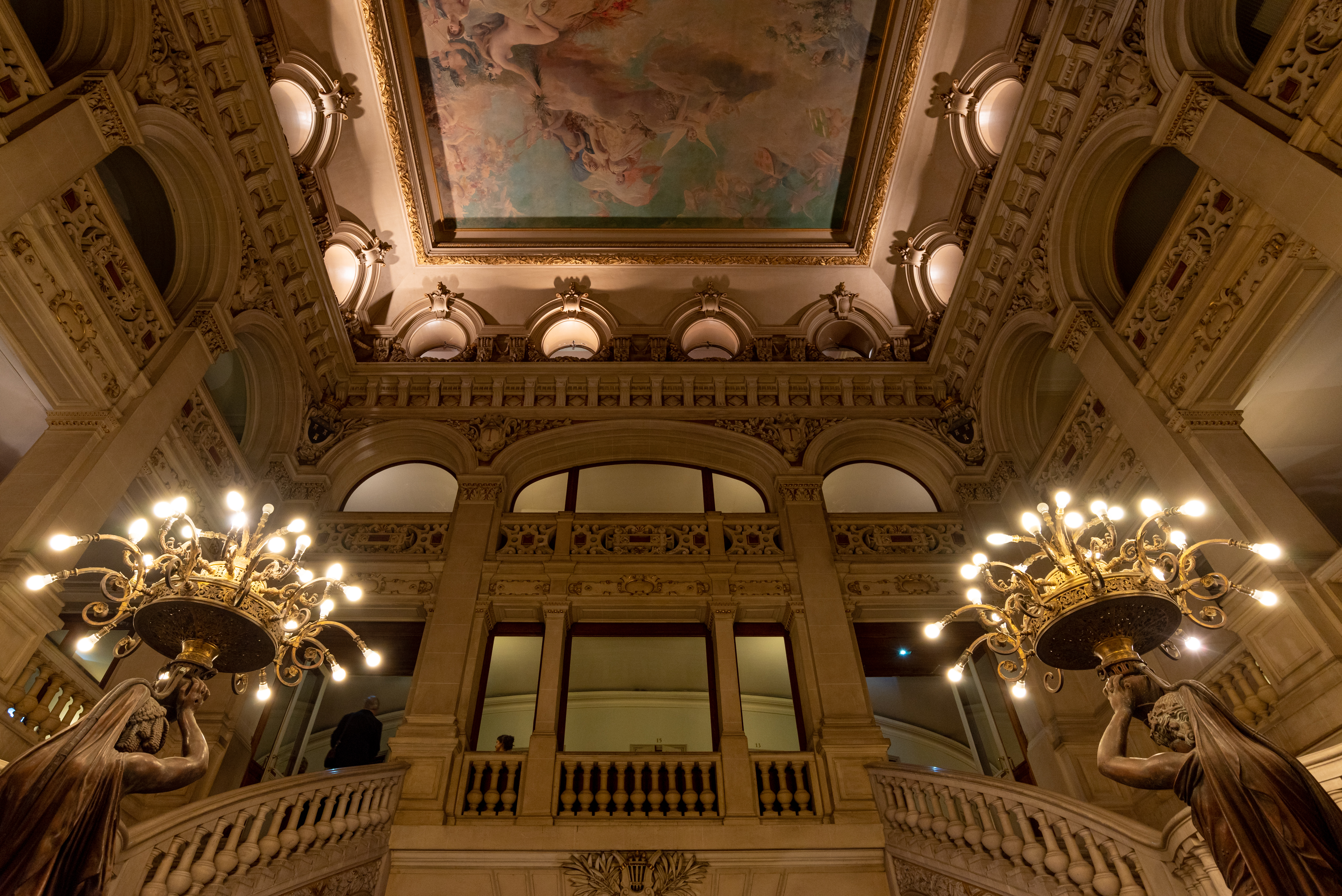
Plafondschildering van de traphal
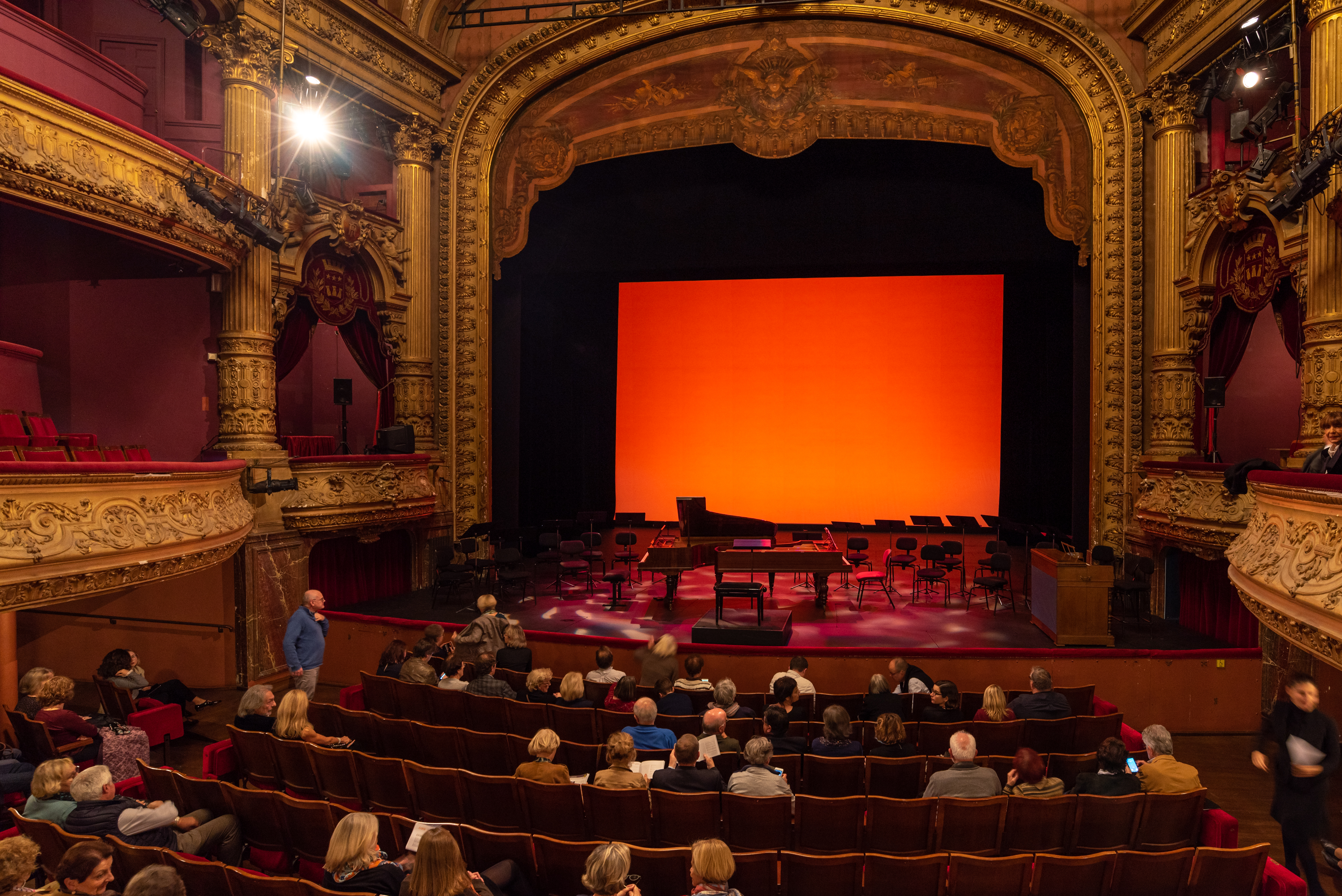
Toneel
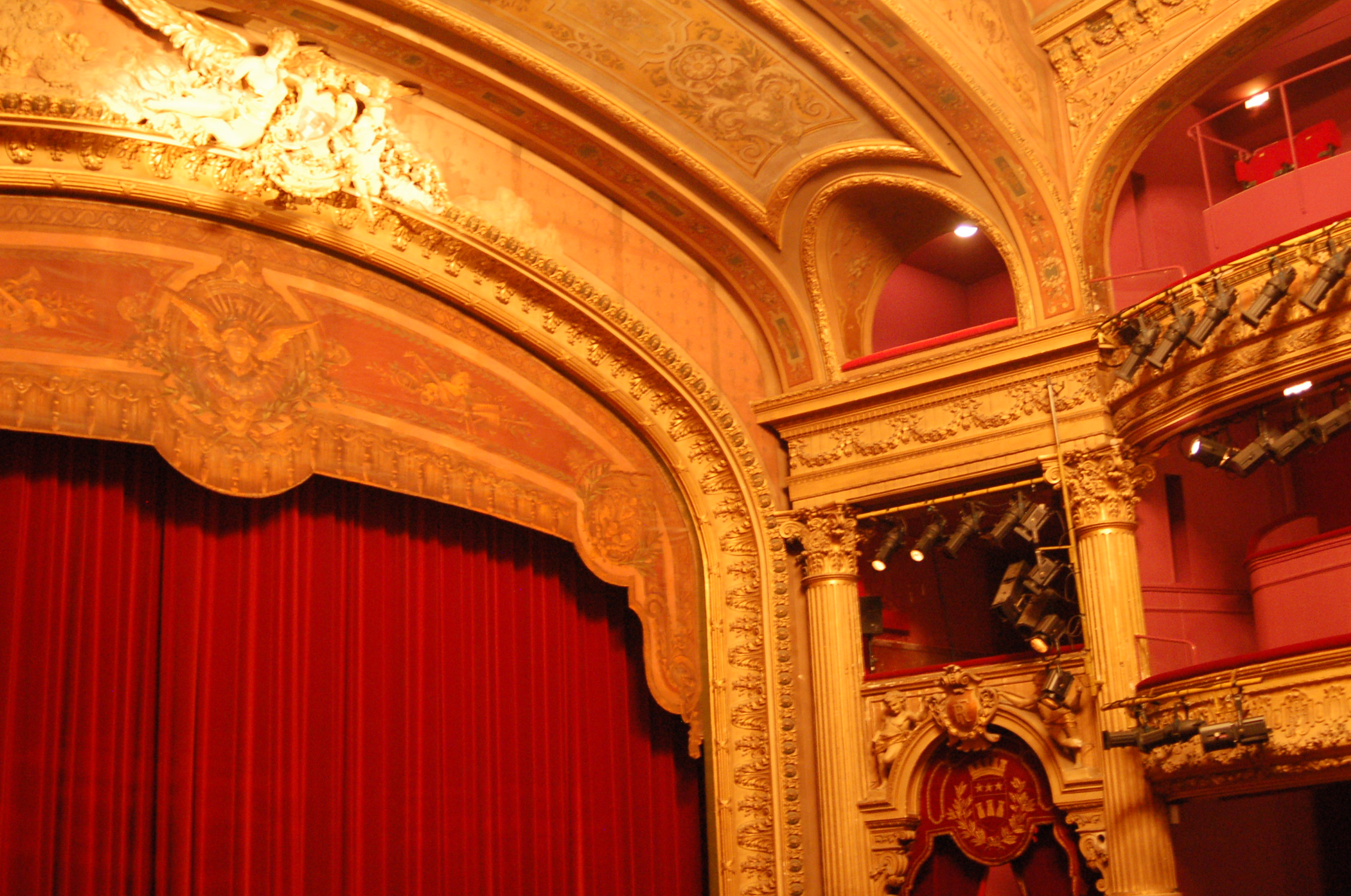
Loges

## Programma
In haar geschiedenis heeft het Grand Théâtre geen vast gezelschap gehad. Er werd operettes, concerten en recitals gebracht.
Sinds 2020 zijn de Opéra de Tours en het Orchestre Synphonique de la Région Centre-Val-de-Loire gevestigd in het Grand Théâtre. Daarnaast wordt de zaal ook gebruikt voor culturele manifestaties zoals een boekensalon in 2021.